# Alaksandr Rymsza
Alaksandr Rymsza, biał. Аляксандр Рымша; ros. Александр Рымша - Aleksandr Rymsza (ur. 27 lutego 1975 w Mińsku) – białoruski hokeista.

## Kariera
- Junost' Mińsk (1993-1994)
- Tiwali Mińsk (1994-1999)
  -  Mietałłurg Żłobin (1996)
- Stoczniowiec Gdańsk (1997-1998)
- VERC Lauterbach (1999-2000)
- HK Homel (2000-2002)
- HK Kieramin Mińsk (2002)
- HK Brześć (2002)
- HK Witebsk (2002-2003)
- Chimwołokno Mohylew (2003-2004)
- SDJuSzOR Mińsk (2004-2005)

Wychowanek szkoły Junosti Mińsk. W barwach Białorusi uczestniczył w turnieju mistrzostw świata juniorów do lat 20 Grupy C w 1995. Występował w klubach białoruskiej ekstraligi. Ponadto grał w lidze polskiej w drużynie z Gdańska w sezonie 1997/1998 (wraz z nim jego rodacy Juryj Karpienka, Uładzimir Kozyrau, Andrej Raszczynski).

## Sukcesy
Klubowe
- Złoty medal mistrzostw Białorusi: 1995 z Tiwali Mińsk
- Srebrny medal mistrzostw Białorusi: 1996, 1997 z Tiwali Mińsk
- Brązowy medal mistrzostw Białorusi: 1998 z Tiwali Mińsk, 2003 z HK Mohylew